# Muzsla-tető vára
A Muzsla-tető vára egy sáncvár a Mátrában, a Gyöngyöshöz tartozó Mátrafüred településrész közelében.  Mára elpusztult, kora Árpád-kori építmény.

## Fekvése
A vár maradványai a Mátrafüred fölé 140 méterrel magasodó, 485 méteres tengerszint feletti magasságot elérő, észak-déli futású keskeny gerincen, a Muzsla-tetőn fekszenek. Nyugaton meredek lejtők magasodnak a Muzsla-völgy és a Belső-Mérges patak fölé, a keletre néző, Kalló-völgy feletti lejtői valamivel lankásabbak. Mátrafüredről a sárga sáv jelzésű turistaúton kb. fél óra alatt lehet megközelíteni, a Muzsla-kilátó közelében fekszik.

## Története
A várat írásos források nem említik, átfogó régészeti feltárás hiányában történetét csak nagyjából lehet felvázolni. Feltehetőleg 1000 körül építették, a 14. századot pedig szinte biztosan nem érte meg. Építtetője talán a környéken (pl. Abasár) birtokos Aba nemzetség lehetett.
A második világháborúban a vár területének északi részén lőállásokat alakítottak ki.

## Kutatása
A korábban a törökök Benevár ostrománál használt táborhelyének tartott területet elsőként 1889-ben említette Kandra Kabos, mint jóval korábbi vár helyét. A 20. században készült mátrai útikalauzok, helytörténeti munkák nem említik a várat. Az első szondázó feltárást 1983-ban végezte Dénes József és Skerletz Iván. Ekkor a sáncot két helyen is átvágták. A keleti átvágás a sánc lepusztulása miatt nem hozott különösebb eredményt, ám északon sikerült annak szerkezetét, építési módját jól meghatározni. A vár területén kormeghatározásra alkalmas kerámialeletek nem kerültek elő, az egyetlen talán meghatározható korú tárgy a sánc kövei közé beépített, 42 cm átmérőjű, 8 cm vastag félbehagyott malomkő.

## Leírása
A vár méretei 62 x 36 méterre terjednek ki, területe 0,15 hektár. A nyugati és a déli oldalon a meredekség miatt egyéb védelemre nem volt szükség. A hegytető kevésbé meredek északi, keleti és délkeleti oldalán félkörívesen egy 8 méter széles árok fut körbe. Az árok alja lapos, kialakítása arra utal, hogy az eredetileg mélyebbre tervezték, de a szikla vésési nehézségei miatt nem fejezték be.
Az árok külső peremén az árokból kitermelt köveket, földet halmozták fel. Az ezekből épült sánc magassága az árok aljához viszonyítva a belső oldalon mindössze 50–80 cm, ám kívül helyenként eléri a 3 métert is. A vár bejárata a sánc megszakadása alapján az északi oldalon lehetett. A sánc keleti, délkeleti része teljesen lepusztult, nyugaton pedig a Muzsla kilátónál megszakad. Elképzelhető, hogy ennek építéséhez a sánc köveinek egy részét is felhasználták.
Dénes és Skerletz a sáncátvágás során megállapították, hogy belsejét egy sor 2,5 x 1 méteres rekesz alkotja. Ezek kb. 15 cm átmérőjű, kerek tölgyfagerendákból álltak, a közöttük lévő területet pedig nagyobb, majd kisebb kövekkel, földdel töltötték ki. A rekeszek felső gerendái a mai felszín alatt 90 cm mélyen kerültek elő. A sánc spontán vagy felgyújtás miatt bekövetkező leégésekor a fagerendák elszenesedtek, ezek nyomai ma is láthatóak, környékükön a föld narancsvörösre égett. Ilyen szerkezetű sáncot Bernecebaráti és Hont sáncvárai esetében tártak fel, így a muzslai vár építése is ezekkel egyidőben, a 10-11. század fordulóján történhetett.